# Oria, Italija
Oria (ali Orra) je mesto v pokrajini Apuliji v provinci Brindisi v južni Italiji.

## Zgodovina
V klasičnem obdobju je bila Oria znana kot Hyria, Uria ali Hyrium in je bila eno glavnih mest v stari Mesapiji. Ležala je severno od starega mesta Mandurije, jugozahodno od Brindisija in  jugovzhodno od Tarasa (Tarenta), nekje na področju današnje Orije.
Herodot pravi, da so mesto ustanovili Mesapi, ki so bili po poreklu s Krete, kmalu po neuspešnem obleganju sikanskega mesta Camicus. Med letoma 217 in 84 pr. n. št. je mesto kovalo svoj denar, na katerem so pogosto upodabljali svojega narodnega junaka Iapagusa.
Hyrijo so nato osvojili Rimljani. Leta 924 in 977 našega štetja je bila porušena. Leta 1266 je Orio oblegal Manfred Sicilski.

## Znani meščani
Leta 1725 je bil v Oriji rojen neoklasicistični pisatelj Francesco Milizia.

## Pobratena mesta
- Lorch (Württemberg), Nemčija
- Miekinia, Poljska
- Sarteano, Italija